# Brzegi (województwo mazowieckie)
Brzegi – wieś sołecka w Polsce położona w województwie mazowieckim, w powiecie garwolińskim, w gminie Miastków Kościelny.
| SIMC    | Nazwa      | Rodzaj    |
| ------- | ---------- | --------- |
| 0997039 | Bzdus      | część wsi |
| 0997045 | Głupianka  | część wsi |
| 0997051 | Mur        | część wsi |
| 0680874 | Pieńki     | część wsi |
| 0680880 | Stara Wieś | część wsi |

Wieś szlachecka położona była w drugiej połowie XVI wieku w powiecie garwolińskim  ziemi czerskiej województwa mazowieckiego. W latach 1975–1998 miejscowość administracyjnie należała do województwa siedleckiego.
Wierni Kościoła rzymskokatolickiego należą do parafii Nawiedzenia Najświętszej Maryi Panny w Miastkowie Kościelnym.